# 318 Magdalena
318 Magdalena este un asteroid din centura principală, descoperit pe 24 septembrie 1891, de Auguste Charlois.